# Ichneumon sublutus
Ichneumon sublutus là một loài tò vò trong họ Ichneumonidae.